# Xã Silverton, Quận Pennington, Minnesota
Xã Silverton (tiếng Anh: Silverton Township) là một xã thuộc quận Pennington, tiểu bang Minnesota, Hoa Kỳ. Năm 2010, dân số của xã này là 187 người.